# El Baúl (Cojedes)
El Baúl es una localidad del estado venezolano de Cojedes. Es la capital del municipio Girardot y se destaca por su historia, cultura y paisajes naturales característicos de los Llanos venezolanos. La población de El Baúl, aunque relativamente pequeña, tiene una rica tradición en el ámbito agrícola, ganadero y cultural. Cuenta con 14.044 habitantes.

## Geografía
Se encuentra en una zona rodeadas de montañas llamada Galerias, además cuenta con un clima cálido y húmedo. Está rodeado por vegetación típica de los Llanos, con grandes extensiones de sabanas y ríos. La región tiene una gran diversidad de fauna y flora, lo que la convierte en un destino potencial para el ecoturismo.

## Turismo
A pesar de ser una localidad relativamente tranquila, El Baúl atrae a visitantes interesados en conocer el entorno natural de los Llanos y participar en actividades tradicionales. Las rutas turísticas incluyen visitas a las haciendas locales, donde se pueden disfrutar de paseos a caballo y demostraciones de música llanera.

### Las Cadenas de El Baúl
Las cadenas de El Baúl, también conocidas como las cadenas del Socorro, son uno de los misterios más enigmáticos de la región de Cojedes, Venezuela. Ubicadas cerca de la localidad de El Baúl, estas grandes cadenas de acero macizo, que parecen arrastrarse por la vereda, han despertado numerosas leyendas y teorías. A pesar de su aparente antigüedad, se desconoce su origen y cómo llegaron a ese lugar, lo que ha alimentado la imaginación popular.
Existen varias hipótesis sobre su origen: algunas personas sugieren que fueron usadas en prácticas de deforestación en la década de 1950; otros las vinculan con el hato El Socorro, cuyo nombre estaría relacionado con las cadenas. Sin embargo, las teorías más fantásticas las asocian con mitos indígenas, o incluso con figuras míticas como los Titanes de la mitología griega.